# Ronchois
Ronchois là một xã thuộc tỉnh Seine-Maritime trong vùng Normandie miền bắc nước Pháp.

## Dân số
| 1962                                 | 1968 | 1975 | 1982 | 1990 | 1999 | 2006 |
| ------------------------------------ | ---- | ---- | ---- | ---- | ---- | ---- |
| 209                                  | 195  | 177  | 162  | 175  | 169  | 181  |
| Từ năm 1962: Dân số không tính trùng |      |      |      |      |      |      |